# Hochgosch
Hochgosch är ett berg i Österrike.   Det ligger i distriktet Spittal an der Drau och förbundslandet Kärnten, i den centrala delen av landet, 260 km sydväst om huvudstaden Wien. Toppen på Hochgosch är 588 meter över havet.
Terrängen runt Hochgosch är bergig norrut, men söderut är den kuperad. Närmaste större samhälle är Seeboden, 4,5 km nordväst om Hochgosch. 
I omgivningarna runt Hochgosch växer i huvudsak blandskog. Runt Hochgosch är det ganska tätbefolkat, med 65 invånare per kvadratkilometer.